# Бигард, Барни
Барни (Олбани Леон) Бигард (англ. Albany Leon "Barney" Bigard; 3 марта 1906, Новый Орлеан — 27 июня 1980, Калвер-Сити) — американский джазовый кларнетист.
Обучался игре на малом кларнете у Лоренцо Тио, однако вскоре начал осваивать теноровый саксофон. В 1922 году в качестве саксофониста попал в оркестр Элберта Николаса, с которым переехал в Чикаго в 1924. В это же время там находился оркестр Кинга Оливера, и некоторые музыканты начали записываться с этим коллективом. Оливер периодически приглашал Бигарда выступать со своим оркестром в качестве кларнетиста, и через некоторое время именно кларнет стал основным инструментом музыканта. Среди других музыкантов, с которыми сотрудничал Бигард в это время — Джелли Ролл Мортон, Джонни Доддс и Луи Армстронг.
Летом 1927 года Бигард на короткий период присоединился к оркестру Чарли Элгара в Милуоки, затем уехал в Нью-Йорк, где после недолгого сотрудничества с Луисом Расселом попал в оркестр Дюка Эллингтона, с которым работал на протяжении почти пятнадцати лет. Бигард стал одним из наиболее заметных музыкантов оркестра, выработав индивидуальный стиль исполнения на кларнете, характеризовавшийся тёплым и мягким звучанием, отточенной техникой хроматических пассажей, длинными глиссандо. Его соло звучит во многих записях коллектива, сделанных в эти годы, в том числе в знаменитой композиции «В настроении индиго» (Mood Indigo).
Покинув оркестр Эллингтона в июне 1942 года, Бигард несколько лет выступал с организованными самостоятельно группами в Лос-Анджелесе и Нью-Йорке. Осенью 1946 он вместе с Луи Армстронгом работает над музыкой к фильму «Новый Орлеан», после чего по предложению знаменитого трубача входит в состав его знаменитого оркестра «Все звёзды» (All Stars). С 1947 по 1961 с небольшими перерывами он гастролировал с этим коллективом по всему миру. В 1962 Бигард значительно сократил свои выступления, однако до последних лет жизни нередко появлялся на телевидении и радио, участвовал в джазовых фестивалях в США и других странах мира.